# Volleyball Thailand League 2015-2016 (femminile)
La Volleyball Thailand League 2015-2016 si è svolta dal 10 ottobre 2015 al 13 marzo 2016: al torneo hanno partecipato otto squadre di club thailandesi e la vittoria finale è andata per la seconda volta consecutiva al Bangkok Glass Volleyball Club.

## Regolamento

### Formula
Le squadre hanno disputato un girone all'italiana, con gare di andata e ritorno, per un totale di quattordici giornate.

### Criteri di classifica
Se il risultato finale è stato di 3-0 o 3-1 sono stati assegnati 3 punti alla squadra vincente e 0 a quella sconfitta, se il risultato finale è stato di 3-2 sono stati assegnati 2 punti alla squadra vincente e 1 a quella sconfitta.
L'ordine del posizionamento in classifica è stato definito in base a:
- Numero di partite vinte;
- Punti;
- Ratio dei set vinti/persi;
- Ratio dei punti realizzati/subiti;
- Risultati degli scontri diretti.

## Squadre partecipanti
| Club                 | Città             | Palazzetto                                         | Stagione precedente              |
| -------------------- | ----------------- | -------------------------------------------------- | -------------------------------- |
| Bangkok Glass        | Bangkok           | BG Hall Pathum Thani                               | Campione di Thailandia           |
| King-Bangkok         | Bangkok           | Pracha Niwet Sport Center Bangkok                  | ?                                |
| Chiang Rai           | Chiang Rai        | Rajabhat University Chiang Rai                     | ?                                |
| Supreme Chonburi     | Chonburi          | ChonBuri Municipality Sport Stadium Chonburi       | 6ª in Volleyball Thailand League |
| Idea Khonkaen        | Khon Kaen         | Khon Kaen Provincial Gymnasium Khon Kaen           | 3ª in Volleyball Thailand League |
| Thai-Denmark Nongrua | Khon Kaen         | Khon Kaen University Gymnasium Khon Kaen           | ?                                |
| Nakhon Ratchasima    | Nakhon Ratchasima | The Mall Nakhon Ratchasima Arena Nakhon Ratchasima | 5ª in Volleyball Thailand League |
| Nakornnonthaburi     | Nonthaburi        | King Rama IX Stadium Nonthaburi                    | 4ª in Volleyball Thailand League |

## Torneo

### Risultati
| Prima giornata |                            |     |                            |
|                |                            |     |                            |
| 10-10          | Nakhon Ratchasima-Chonburi | 3-1 | 15-25, 25-23, 25-23, 25-19 |
| 10-10          | Chiang Rai-T. Khon Kaen    | 0-3 | 16-25, 22-25, 19-25        |
| 11-10          | K. Bangkok-G. Bangkok      | 0-3 | 19-25, 13-25, 19-25        |
| 11-10          | Nonthaburi-I. Khon Kaen    | 1-3 | 25-18, 18-25, 21-25, 28-30 |

| Seconda giornata |                                |     |                            |
|                  |                                |     |                            |
| 17-10            | Chonburi-3BB Nakornnont        | 3-0 | 25-22, 25-20, 25-17        |
| 17-10            | Nakhon Ratchasima-I. Khon Kaen | 1-3 | 30-32, 20-25, 25-23, 19-25 |
| 18-10            | K. Bangkok-T. Khon Kaen        | 3-0 | 25-18, 25-19, 25-18        |
| 18-10            | G. Bangkok-Chiang Rai          | 3-0 | 25-10, 25-22, 25-18        |

| Terza giornata |                                |     |                                   |
|                |                                |     |                                   |
| 23-10          | Nonthaburi-G. Bangkok          | 2-3 | 17-25, 25-23, 25-22, 13-25, 12-15 |
| 24-10          | I. Khon Kaen-K. Bangkok        | 3-1 | 25-19, 20-25, 25-19, 25-16        |
| 24-10          | Chonburi-Chiang Rai            | 3-0 | 25-16, 25-16, 25-16               |
| 25-10          | T. Khon Kaen-Nakhon Ratchasima | 0-3 | 16-25, 18-25, 19-25               |

| Quarta giornata |                              |     |                            |
|                 |                              |     |                            |
| 31-10           | G. Bangkok-Nakhon Ratchasima | 3-0 | 25-18, 25-18, 25-18        |
| 01-11           | Chonburi-K. Bangkok          | 3-0 | 25-16, 25-18, 25-22        |
| 01-11           | T. Khon Kaen-Nonthaburi      | 1-3 | 13-25, 25-21, 16-25, 16-25 |
| 15-11           | Chiang Rai-I. Khon Kaen      | 0-3 | 23-25, 14-25, 18-25        |

| Quinta giornata |                              |     |                                   |
|                 |                              |     |                                   |
| 21-11           | Chonburi-I. Khon Kaen        | 3-0 | 25-23, 26-24, 25-21               |
| 21-11           | T. Khon Kaen-G. Bangkok      | 0-3 | 12-25, 18-25, 21-25               |
| 22-11           | Chiang Rai-K. Bangkok        | 0-3 | 14-25, 20-25, 21-25               |
| 22-11           | Nakhon Ratchasima-Nonthaburi | 2-3 | 23-25, 23-25, 25-21, 25-20, 12-15 |

| Sesta giornata |                              |     |                                   |
|                |                              |     |                                   |
| 28-11          | Nakhon Ratchasima-Chiang Rai | 3-0 | 25-12, 25-18, 25-12               |
| 28-11          | I. Khon Kaen-T. Khon Kaen    | 3-0 | 25-21, 25-18, 25-19               |
| 29-11          | K. Bangkok-Nonthaburi        | 2-3 | 18-25, 21-25, 26-24, 25-14, 12-15 |
| 29-11          | G. Bangkok-Chonburi          | 3-2 | 32-34, 25-22, 25-17, 20-25, 15-13 |

| Settima giornata |                              |     |                     |
|                  |                              |     |                     |
| 05-12            | T. Khon Kaen-Chonburi        | 0-3 | 17-25, 16-25, 14-25 |
| 06-12            | Nonthaburi-Chiang Rai        | 3-0 | 25-16, 25-15, 25-14 |
| 07-12            | K. Bangkok-Nakhon Ratchasima | 0-3 | 23-25, 19-25, 17-25 |
| 07-12            | I. Khon Kaen-G. Bangkok      | 0-3 | 19-25, 23-25, 19-25 |

| Ottava giornata |                            |     |                                  |
|                 |                            |     |                                  |
| 23-01           | T. Khon Kaen-Chiang Rai    | 3-2 | 25-17, 25-21, 23-25, 15-25, 15-9 |
| 23-01           | Chonburi-Nakhon Ratchasima | 1-3 | 22-25, 25-20, 23-25, 22-25       |
| 24-01           | I. Khon Kaen-Nonthaburi    | 3-1 | 25-12, 19-25, 25-22, 25-23       |
| 24-01           | G. Bangkok-K. Bangkok      | 3-0 | 25-16, 25-18, 25-18              |

| Nona giornata |                                |     |                                   |
|               |                                |     |                                   |
| 30-01         | I. Khon Kaen-Nakhon Ratchasima | 2-3 | 24-26, 25-13, 25-23, 20-25, 11-15 |
| 30-01         | Chiang Rai-G. Bangkok          | 0-3 | 12-25, 14-25, 14-25               |
| 31-01         | T. Khon Kaen-K. Bangkok        | 0-3 | 18-25, 16-25, 22-25               |
| 02-02         | Nonthaburi-Supreme Chonburi    | 3-2 | 25-22, 20-25, 26-24, 20-25, 15-12 |

| Decima giornata |                                |     |                                   |
|                 |                                |     |                                   |
| 06-02           | G. Bangkok-Nonthaburi          | 3-0 | 25-14, 27-25, 25-23               |
| 06-02           | Nakhon Ratchasima-T. Khon Kaen | 3-1 | 25-13, 17-25, 25-20, 25-13        |
| 07-02           | Chiang Rai-Chonburi            | 0-3 | 13-25, 16-25, 15-25               |
| 07-02           | K. Bangkok-I. Khon Kaen        | 2-3 | 13-25, 22-25, 25-20, 31-29, 13-15 |

| Undicesima giornata |                              |     |                            |
|                     |                              |     |                            |
| 13-02               | Nakhon Ratchasima-G. Bangkok | 1-3 | 16-25, 19-25, 25-20, 23-25 |
| 13-02               | Nonthaburi-T. Khon Kaen      | 3-0 | 25-20, 25-19, 25-19        |
| 14-02               | I. Khon Kaen-Chiang Rai      | 3-0 | 25-11, 25-22, 25-11        |
| 14-02               | K. Bangkok-Chonburi          | 0-3 | 13-25, 16-25, 18-25        |

| Dodicesima giornata |                              |     |                            |
|                     |                              |     |                            |
| 20-02               | Nonthaburi-Nakhon Ratchasima | 3-1 | 25-21, 24-26, 25-22, 25-20 |
| 20-02               | G. Bangkok-T. Khon Kaen      | 3-0 | 25-22, 25-8, 25-16         |
| 21-02               | I. Khon Kaen-Chonburi        | 0-3 | 19-25, 18-25, 22-25        |
| 21-02               | K. Bangkok-Chiang Rai        | 3-0 | 25-13, 25-18, 25-13        |

| Tredicesima giornata |                              |     |                     |
|                      |                              |     |                     |
| 27-02                | T. Khon Kaen-I. Khon Kaen    | 0-3 | 20-25, 18-25, 16-25 |
| 27-02                | Chonburi-G. Bangkok          | 0-3 | 25-27, 23-25, 23-25 |
| 28-02                | Nonthaburi-K. Bangkok        | 3-0 | 25-10, 25-15, 25-16 |
| 28-02                | Chiang Rai-Nakhon Ratchasima | 0-3 | 13-25, 18-25, 15-25 |

| Quattordicesima giornata |                              |     |                            |
|                          |                              |     |                            |
| 05-03                    | Chonburi-T. Khon Kaen        | 3-0 | 25-18, 25-19, 25-19        |
| 12-03                    | G. Bangkok-I. Khon Kaen      | 3-0 | 25-18, 25-18, 25-16        |
| 13-03                    | Nakhon Ratchasima-K. Bangkok | 3-1 | 25-23, 21-25, 26-24, 25-14 |
| 13-03                    | Chiang Rai-Nonthaburi        | 1-3 | 25-22, 21-25, 7-25, 11-25  |

### Classifica
| Pos. | Squadra              | Pt | G  | V  | P  | SV | SP | Ratio | PF    | PS    | Ratio |
| ---- | -------------------- | -- | -- | -- | -- | -- | -- | ----- | ----- | ----- | ----- |
| 1.   | Bangkok Glass        | 40 | 14 | 14 | 0  | 48 | 5  | 9.600 | 1 151 | 876   | 1.313 |
| 2.   | Supreme Chonburi     | 29 | 14 | 9  | 5  | 33 | 15 | 2.200 | 1 149 | 969   | 1.185 |
| 3.   | Nakhon Ratchasima    | 27 | 14 | 9  | 5  | 32 | 21 | 1.523 | 1 203 | 1 124 | 1.070 |
| 4.   | Idea Khonkaen        | 27 | 14 | 9  | 5  | 29 | 21 | 1.380 | 1 151 | 1 065 | 1.080 |
| 5.   | Nakornnonthaburi     | 25 | 14 | 9  | 5  | 31 | 24 | 1.291 | 1 227 | 1 140 | 1.076 |
| 6.   | King-Bangkok         | 14 | 14 | 4  | 10 | 18 | 30 | 0.600 | 977   | 1 070 | 0.913 |
| 7.   | Thai-Denmark Nongrua | 5  | 14 | 2  | 12 | 8  | 38 | 0.210 | 864   | 1 092 | 0.791 |
| 8.   | Chiang Rai           | 1  | 14 | 0  | 14 | 3  | 42 | 0.071 | 731   | 1 100 | 0.664 |

| Campione di Thailandia | Retrocessa in Pro Challenge |

## Classifica finale
| Pos                   | Squadra              | Qualificazione                    |
| --------------------- | -------------------- | --------------------------------- |
| Thailandia (bandiera) | Bangkok Glass        | Thai-Denmark Super League 2016    |
| Thailandia (bandiera) | Bangkok Glass        | Campionato asiatico per club 2016 |
| 2                     | Supreme Chonburi     | Thai-Denmark Super League 2016    |
| 3                     | Nakhon Ratchasima    | Thai-Denmark Super League 2016    |
| 4                     | Idea Khonkaen        | Thai-Denmark Super League 2016    |
| 5                     | Nakornnonthaburi     | Thai-Denmark Super League 2016    |
| 6                     | King-Bangkok         | Thai-Denmark Super League 2016    |
| 7                     | Thai-Denmark Nongrua | Pro Challenge 2016-17             |
| 8                     | Chiang Rai           | Pro Challenge 2016-17             |

## Premi individuali
| Premio                 | Nome                     | Squadra           |
| ---------------------- | ------------------------ | ----------------- |
| MVP                    | Pleumjit Thinkaow        | Bangkok Glass     |
| Miglior realizzatrice  | Wanitchaya Luangtonglang | Nakhon Ratchasima |
| Miglior attaccante     | Chloe Mann               | Nakornnonthaburi  |
| Miglior muro           | Pleumjit Thinkaow        | Bangkok Glass     |
| Miglior servizio       | Ashley Frazier           | Supreme Chonburi  |
| Miglior Palleggiatrice | Soraya Phomla            | Idea Khonkaen     |
| Miglior libero         | Yupa Sanitklang          | Nakhon Ratchasima |